# ویدهو وینود چوپرا
ویدهو وینود چوپرا (انگلیسی: Vidhu Vinod Chopra؛ زادهٔ ۵ سپتامبر ۱۹۵۲) کارگردان فیلم، فیلم‌نامه‌نویس و تهیه‌کننده اهل هند است. وی بنیان‌گذار شرکت فیلمسازی «ویندو چوپرا فیلمز» است.

## گزیده فیلمشناسی
از فیلم‌هایی که وی در آن نقش داشته است می‌توان به پرنده اشاره کرد.

## جوایز
وی تاکنون برندهٔ جوایزی همچون جوایز فیلم‌فیر شده است.